# МОПР

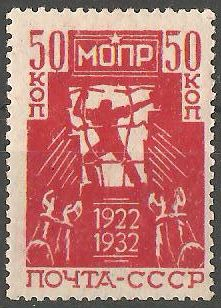
Почтовая марка СССР:
10-летие МОПР, 1932 год.

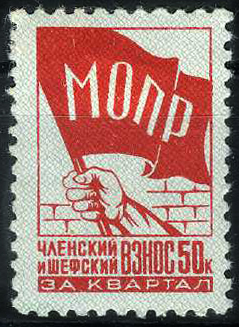
Марка членского и шефского взноса.

Междунаро́дная организа́ция по́мощи борца́м револю́ции (МОПР) — коммунистическая благотворительная организация, созданная по решению Коминтерна в качестве коммунистического аналога Красному Кресту.

## Общие сведения
МОПР, имея отделения в десятках стран мира, оказывала денежную и материальную помощь осуждённым революционерам.
В литературе встречается также расшифровка аббревиатуры — Международная организация помощи революционерам, а также название Международная Красная помощь.
Организация выпускала для своих членов нагрудные знаки. Участники МОПР платили членские взносы.

## История
Создана в 1922 году решением 4-го Конгресса Коминтерна.

Задачи МОПР определялись следующим образом: 
МОПР является организацией внепартийной и ставит своей задачей юридическую, моральную и материальную помощь заключённым борцам революции, их семьям и детям, а также семьям погибших товарищей. МОПР объединяет вокруг себя широкие массы рабочих, крестьян и мелких служащих без различия их партийной принадлежности.
В марте 1923 года ЦК МОПР объявил День Парижской Коммуны (18 марта) своим праздником. К 1924 году организация имела секции в 19 странах. К 1932 году МОПР объединяла 70 национальных секций, включавших около 14 млн человек (из них 9,7 млн человек входили в МОПР СССР, взносы которой в фонд были наиболее значительными). До 1936 года МОПР, как и НКВД, имел право на выдачу разрешений на въезд в СССР.
В 1937 году руководство МОПР было переведено из Москвы в Париж, где оно располагалось до 1939 года.
В международном масштабе МОПР действовал до Второй мировой войны. Советская секция МОПР работала до 1948 года.
МОПР организовывал помощь и поддержку Антонио Грамши, Георгию Димитрову, Сакко и Ванцетти.
В СССР по каналам МОПР эмигрировали около 9 тысяч революционеров из разных стран.

## Председатели ЦК МОПР
- Юлиан Мархлевский (1922—1925).
- Пантелеймон Лепешинский (1925—1927).
- Елена Стасова (1927—1937).

В работе центральных органов МОПР принимала участие Тина Модотти.

## Секции по странам
За время работы МОПР существовали следующие национальные секции:
- Австрия: Österreichische Rote Hilfe
- Болгария: Организация помощи жертвам капиталистической диктатуры
- Великобритания: International Class War Prisoners Aid
- Венгрия: Magyarországi Vörös Segély
- Германия: Rote Hilfe Deutschlands
- Испания: Socorro Rojo Internacional
- Италия: Soccorso rosso italiano. В «годы свинца» (1970-е), которые стали десятилетием терактов и политической нестабильности, в Италии действовали несколько организаций Soccorso Rosso, оказывавших юридическую, финансовую и организационную помощь радикальным внепарламентским левым.
- Латвия: Sarkanā palīdzība
- Литва: Lietuvos raudonosios pagalbos organizacija, с 1940 года Lietuvos liaudies sąjungos pagalbos organizacija
- Мексика: Лига поддержки преследуемых борцов (Liga Pro Luchadores Perseguidos). В конце 1920-х годов, Фарабундо Марти стал главой МОПР в Латинской Америке. Хулио Антонио Мелья, глава Коммунистической партии Кубы, находившийся с 1926 г. в изгнании в Мексике, стал ведущей фигурой в деятельности МОПРа в стране.
- Нидерланды: Roode Hulp Holland
- Норвегия: Norges Roede Hjelp
- Польша: Czerwona Pomoc, с 1925 года — Czerwona Pomoc w Polsce. В октябре 1933 года польская организация МОПР насчитывала 9 тыс. членов, из них 3 тыс. в Западной Белоруссии и на Западной Украине. В 1936 году организовала конгресс работников культуры во Львове. В 1938 распущена вместе с КПП.
- СССР: Международная организация помощи борцам революции. Советская секция МОПР была самой массовой и основным источником денежных средств для международной организации. Закрыта в 1947 году.
- США: International Labor Defence. Американская секция была основана в июне 1925 года на съезде в Чикаго. В Чикаго располагалась её штаб-квартира. Лидерами ILD были Джеймс Кэннон и Вильям Патерсон. В 1946 объединилась с Национальной федерацией за конституционные свободы и образовала новую организацию — Конгресс за гражданские права.
- Финляндия: Suomen Punainen Apu
- Франция: Secours Rouge International
- Швеция: Internationella röda hjälpen — svenska sektionen
- Югославия: Међународна црвена помоћ / Međunarodna crvena pomoć

## Память
В честь МОПР названы в России (СССР):
- Больница (Орёл, Орловская область)

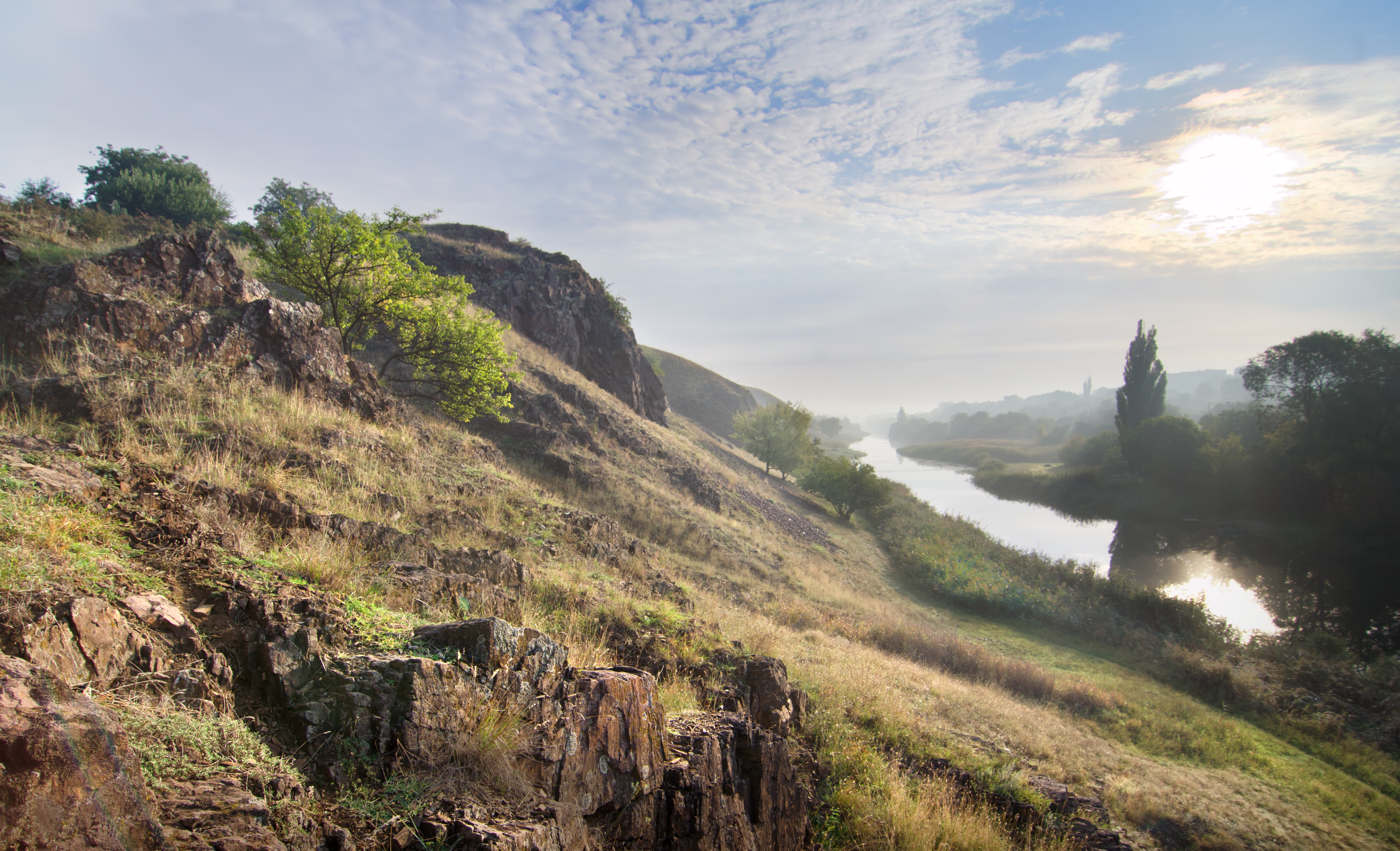
Скалы МОПРа — «Южнорусский тектонический щит Русской платформы».

### Рудник
- на Украине, в городе Кривой Рог (закрыт), сейчас исторический район, так же «Южнорусский тектонический щит Русской платформы» — Скалы МОПРа.

### Улица
- Алма-Ата, Казахстан (ныне улица Мурата Насырова)
- Астрахань, Астраханская область
- Бийск, Алтайский край
- Бобруйск, Могилёвская область, Белоруссия
- Брест, Брестская область, Беларусь
- Владивосток, Приморский край
- Владимир, Владимирская область
- Волхов, Ленинградская область
- Воронеж, Воронежская область
- Вязники, Вязниковский район, Владимирская область
- Глазов, Удмуртская Республика
- Городец, Нижегородская область
- Даровской, Даровской район; Дубки, Володарский район, Нижегородская область
- Волковыск, Республика Беларусь
- Днепропетровск, Днепропетровская область, Украина
- Екатеринбург, Свердловская область
- Иваново, Ивановская область
- Иркутск, Иркутская область, Переулок МОПРа
- Исилькуль, Омская область
- Киев, Киевская область, Украина, Мопровский переулок
- Киров, Кировская область
- Климковка, Белохолуницкий район, Кировская область
- Кобрин, Брестская область, Белоруссия
- Ковров, Ковровский район, Владимирская область
- Краснодар, Краснодарский край
- Кунгур, Пермский край
- Лемешовка, Севский район, Брянская область
- Ленинабад (ныне город Худжанд), Таджикистан
- Лесной, Верхнекамский район, Кировская область
- Луганск, Луганская область, ЛНР
- Майкоп, Республика Адыгея
- Малышева, Свердловская область
- Монетный, Свердловская область
- Новосибирск, Новосибирская область, Большая и Малая улицы МОПРа
- Окуловка, Новгородская область
- Омск, Омская область; Любинский район, р.п. Любинский; Саргатский район, с. Нижнеиртышское
- Оренбург, Оренбургская область
- Орёл, Орловская область
- Острогожск, Острогожский район, Воронежская область
- Пенза, Пензенская область
- Пермь, Пермский край, поселок им. Чапаева
- Петропавловск, Северо-Казахстанская область, Казахстан
- Пинск, Брестская область, Белоруссия
- Пологи, Запорожская область, Украина* Петропавловск Северо-Казахстанская Область.
- Речица, Гомельская область, Белоруссия
- Ростов-на-Дону, Ростовская область
- Рязань, Рязанская область
- Серов, Свердловская область
- Смоленск, Смоленская область, Новомопровская улица, Мало-Мопровский переулок, Верхне-Мопровский переулок, 2-5-й Мопровские переулки,
- Тихвин, Ленинградская область (29 июня 2023 года переименована в Успенскую улицу)[2]
- Тула, Тульская область
- Феодосия, Крым (пер. Мопровский)
- Красный Луч, Луганская область/ЛНР
- Чебоксары, Чувашская Республика
- Челябинск[3], Челябинская область
- Шумерля, Чувашская Республика.